# أماركورد (فلم)
أماركورد (بالإنجليزية: Amarcord) هو فيلم إيطالي للمخرج فيديريكو فليني، يعتبر الفيلم شبه سيرة ذاتية للمخرج. أنتج الفيلم عام 1973 وعرض في إيطاليا يوم 18 ديسمبر 1973، وفي الولايات المتحدة يوم 19 سبتمبر 1974، حصل الفيلم على أوسكار أفضل فيلم أجنبي من قبل الأكاديمية الأميركية لفنون السينما والعلوم، وترشح لجائزتي أفضل سيناريو غير مقتبس وأفضل إخراج.

## روابط خارجية
- مقالات تستعمل روابط فنية بلا صلة مع ويكي بيانات